# Django Reinhardt
Django Reinhardt, all'anagrafe Jean Reinhart (IPA: [dʒɑ̃ɡo ʁejˈnɑʁt]; Liberchies, 23 gennaio 1910 – Samois-sur-Seine, 16 maggio 1953), è stato un chitarrista jazz francese.
È ampiamente considerato uno dei più virtuosi ed influenti chitarristi di tutti i tempi, e ritenuto uno degli esponenti più significativi del jazz europeo.

## Biografia
Reinhardt nacque a Liberchies, nella provincia vallona dell'Hainaut (in Belgio), il 23 gennaio del 1910 in una famiglia francese originaria dell'Alsazia e d'etnia sinti. Il padre, Jean-Baptiste Eugène Weiss, era un violinista e pianista ambulante che, per eludere il servizio di leva francese, adottò il cognome della consorte, Laurence Reinhardt, una ballerina. L'origine del suo soprannome, e di conseguenza nome d'arte, viene spesso ricondotta alla lingua romaní e significherebbe "mi sveglio", sebbene altri abbiano ipotizzato che possa trattarsi anche d'una qualche storpiatura gergale del suo nome di battesimo.
Dopo un lungo girovagare in varie nazioni europee e nord-africane, la sua carovana si fermò presso la periferia di Parigi, in Francia, città che fu scenario della quasi interezza della carriera del jazzista d'oltralpe. Quando aveva diciotto anni Reinhardt, che aveva già iniziato una carriera da apprezzato banjoista, subì un grave incidente. La roulotte di famiglia fu divorata da un incendio; Django riportò gravi ustioni, tanto da perdere l'uso della gamba destra e di parte della mano sinistra (l'anulare e il mignolo, distrutti dal fuoco, furono saldati insieme dalla cicatrizzazione).
Questo incidente era destinato a cambiare la sua vita e la storia stessa della chitarra jazz. Infatti, a causa della menomazione alla mano sinistra, Reinhardt dovette abbandonare il banjo ed iniziare a suonare una chitarra che gli era stata regalata, meno pesante e meno ruvida. Nonostante le dita atrofizzate, o forse proprio grazie a queste, sviluppò una tecnica chitarristica rivoluzionaria e del tutto particolare riuscendo in questo modo a vincere la menomazione ed in breve tempo fu in attività assieme a diverse orchestre che giravano per la Francia, tra cui quella del fisarmonicista Vettese Guerino, con cui incise i primi dischi.

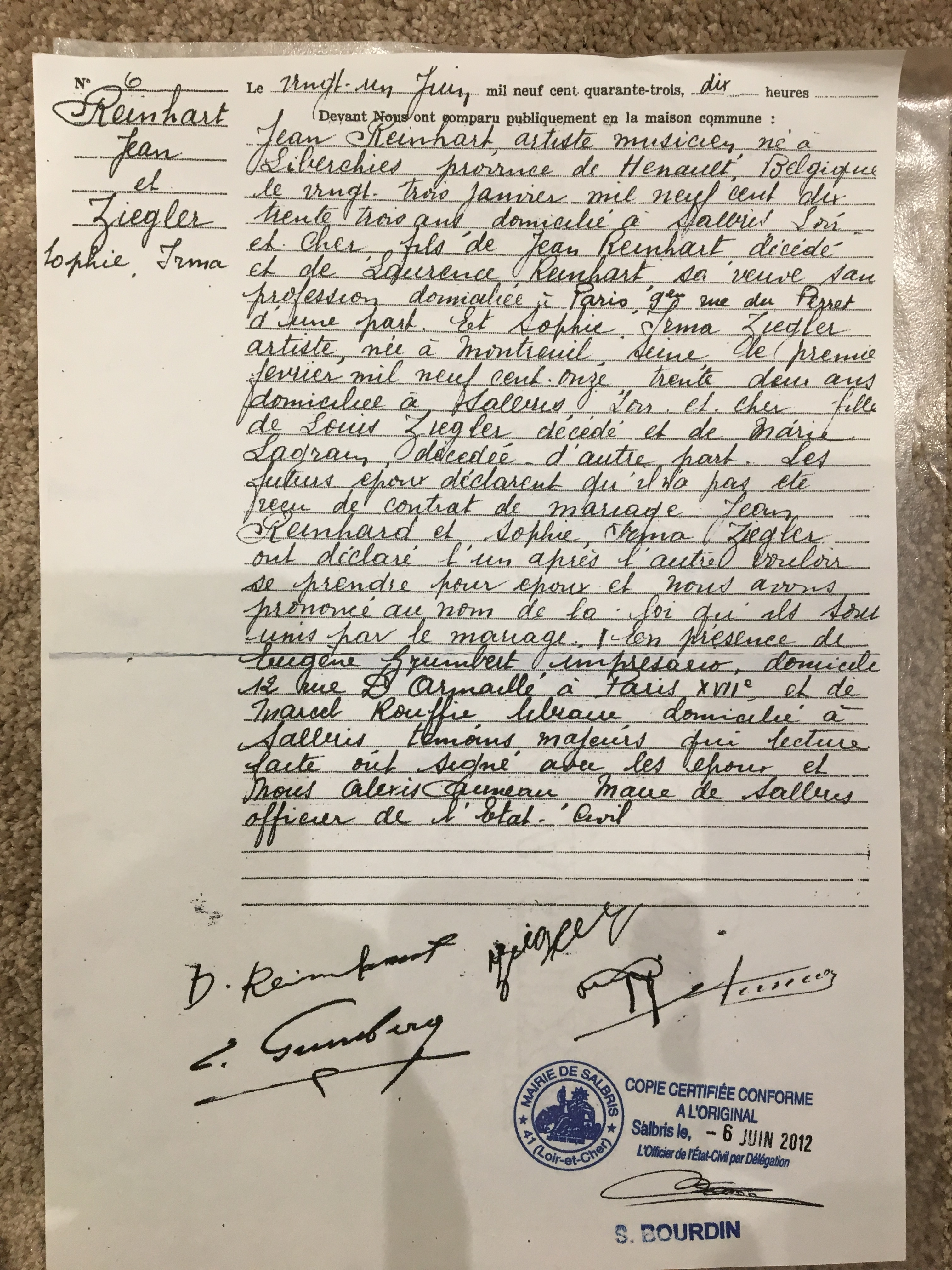
Certificato di matrimonio di Django Reinhardt e Sophie "Naguine" Ziegler

A metà degli anni trenta, Reinhardt e il violinista Stéphane Grappelli formarono un quintetto di soli strumenti a corda, denominato Le Quintette du Hot Club de France che divenne presto famoso grazie anche all'appoggio dell'Hot Club de France, una delle prime associazioni di promozione del jazz in Europa. Sull'onda di questo successo Reinhardt si rivelò come uno dei musicisti europei più talentuosi nel jazz tradizionale. La musica del quintetto era eccitante, carica ora di tensione, ora di leggerezza, quasi eterea e si aveva come l'impressione che i musicisti, nell'improvvisazione, suonassero come se avessero lo spartito davanti. Il tutto con una ritmica (la pompe) perfetta e sincronizzata come un "orologio svizzero".
Subito dopo la seconda guerra mondiale, venne invitato negli Stati Uniti da Duke Ellington, che lo presentò come ospite in alcuni concerti, l'ultimo dei quali alla Carnegie Hall di New York.

Con l'avvento del bebop Reinhardt diede ulteriore prova di maturità ed originalità artistica, incidendo dei brani memorabili con la chitarra elettrica: la poesia Manouche, miscelata alle sonorità più moderne, fa di quegli assolo una delle pagine più originali del jazz dell'epoca. Famose le incisioni al Club St. Germain del 1951 e le Paris Sessions del marzo e aprile 1953. Dopo la tournée americana con Duke Ellington, dal 1946 in poi, volle riaffermarsi come chitarrista jazz, essere un riferimento nel panorama internazionale al pari dei grandi jazz-man americani.

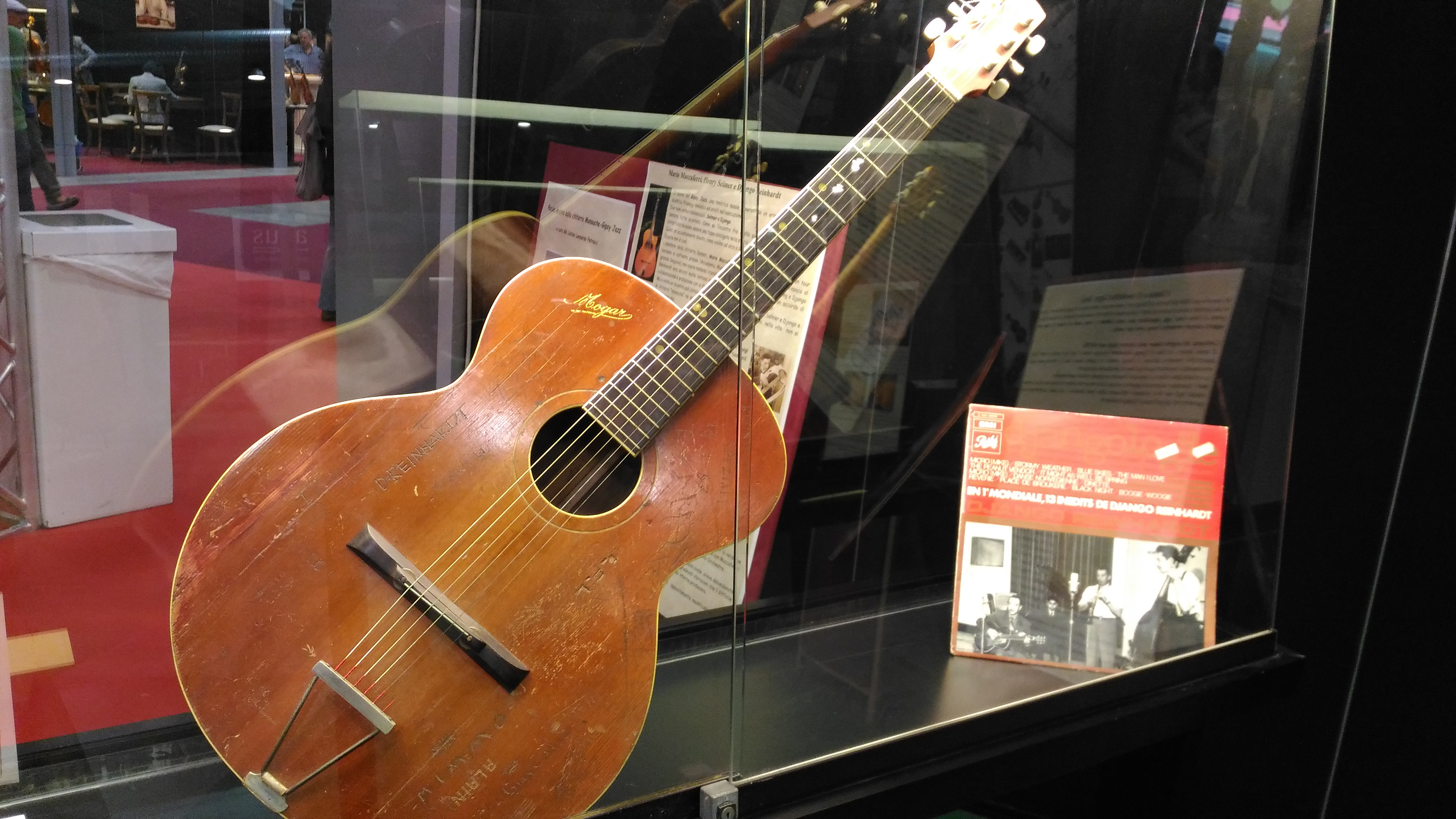
Questa chitarra Mogar è stata utilizzata da Django Reinhardt per l'intero periodo in Italia nel 1950 quando si fermò a Roma per suonare nel locale Open Gate e registrare una serie di brani. La chitarra riporta un autografo di Django direttamente graffiato sulla tavola armonica.

Brani come Le Fleché d'or, Crazy Rithm, Brazil, September Song, mostrano un grande dominio del linguaggio jazz oltre ad un'ottima dimestichezza con i nuovi mezzi tecnici, soprattutto l'amplificatore che all'epoca (1950) era piuttosto recente. Reinhardt rallentò sensibilmente la sua attività durante i suoi ultimi anni, forse anche per le cattive condizioni di salute; la sua decisione di non consultare medici, per paura delle iniezioni, gli costò probabilmente la vita.
Reinhardt è ricordato sia come un eccezionale virtuoso del proprio strumento, sia come compositore fertilissimo. Inoltre, numerose leggende nell'ambiente jazzistico ne descrivevano la particolarissima forma mentis. Tra i suoi brani più celebri: Minor Swing, Manoir des mes reves, Tears, Nagasaki, Belleville e soprattutto Nuages.
Molti sono i chitarristi moderni che si ispirano direttamente a Reinhardt e che hanno formato una vera e propria scuola di chitarra gipsy jazz: Bireli Lagrene, Angelo Debarre, Stochelo Rosenberg, Tchavolo Schmitt, Fapy Lafertin, Romane, Dorado Schmitt, sono solo alcuni dei nomi più famosi. Nell'ambito propriamente Jazz, chitarristi quali Jim Hall, John Scofield, Wes Montgomery, Renè Thomas e Jimmy Raney, tanto per citarne alcuni, sono stati influenzati da Django Reinhardt.
Diversa ma pur sempre efficace fu l'ispirazione che Tony Iommi, chitarrista dei Black Sabbath, colse da Django Reinhardt: il chitarrista inglese, ancora agli albori della sua carriera, subì la perdita di due falangi della mano destra in seguito ad un grave incidente avuto in fabbrica mentre lavorava ad una pressa. Ma proprio quando lo sconforto e l'idea di abbandonare per sempre la chitarra e la musica stavano prendendo il sopravvento, gli venne regalato un disco di Django Reinhardt. Una volta venuto a conoscenza di come il chitarrista francese riuscisse a suonare così bene nonostante la grave menomazione alla mano, Tony Iommi trovò il coraggio e la determinazione per ricominciare a suonare la chitarra.
In un'intervista a Ritchie Blackmore, uno dei più grandi chitarristi rock, alla domanda da chi avesse tratto l'ispirazione musicale, rispose che come influenza chitarristica aveva preso a modello Django Reinhardt.

### La questione della nazionalità
Di quale Stato fosse cittadino Django Reinhardt è da sempre oggetto di dibattito a causa delle scarse informazioni personali che si hanno su di lui e, più in generale, sulla sua famiglia.
I dati e le fonti sono spesso discordanti ma l'ipotesi più accreditata è che fosse cittadino francese: Django nacque nella roulotte di famiglia che si era stanziata a Liberchies, all'epoca comune autonomo, oggi località del comune di Pont-à-Celles (Belgio), il 23 gennaio 1910 e venne registrato all'anagrafe comunale, con il nome di Jean Reinhart (senza 'd'), il giorno seguente con l'atto di nascita numero 2.
La legge sulla cittadinanza belga dell'epoca (che rimase in vigore fino al 1º gennaio 1967 escluso) stabiliva che erano da considerarsi «belgi dalla nascita tutti i bambini figli legittimi di padre belga», ove per "legittimi" si intende "nati all'interno del matrimonio".
Django era figlio di Jean-Baptiste Eugène Weiss e Laurence Reinhart detta Négros, una coppia di sinti originaria dell'Alsazia che aveva domicilio in Parigi; dato, quest'ultimo, riscontrabile anche nel certificato di nascita di Django. Il padre tuttavia preferiva usare il cognome della moglie e si faceva chiamare Jean-Baptiste Reinhart così da sottrarsi al servizio di leva obbligatorio francese e con questo pseudonimo sottoscrisse il certificato di nascita del figlio, anche se alla fine si firmò "J B Reinhard" (con la 'd' e senza 't').
Sul certificato si legge: "Reinhart, Jean [...] figlio di Jean-Baptiste Reinhart, artista, di anni ventotto e di Laurence Reinhart, casalinga, di anni ventiquattro". Django venne quindi registrato con il cognome della madre.
Stante la succitata legge, Django era cittadino francese. Altre fonti invece sostengono che i suoi genitori avessero cittadinanza belga che poi, ai sensi della legge, avrebbero trasmesso al figlio.

## Alcune considerazioni riguardo a fatti noti

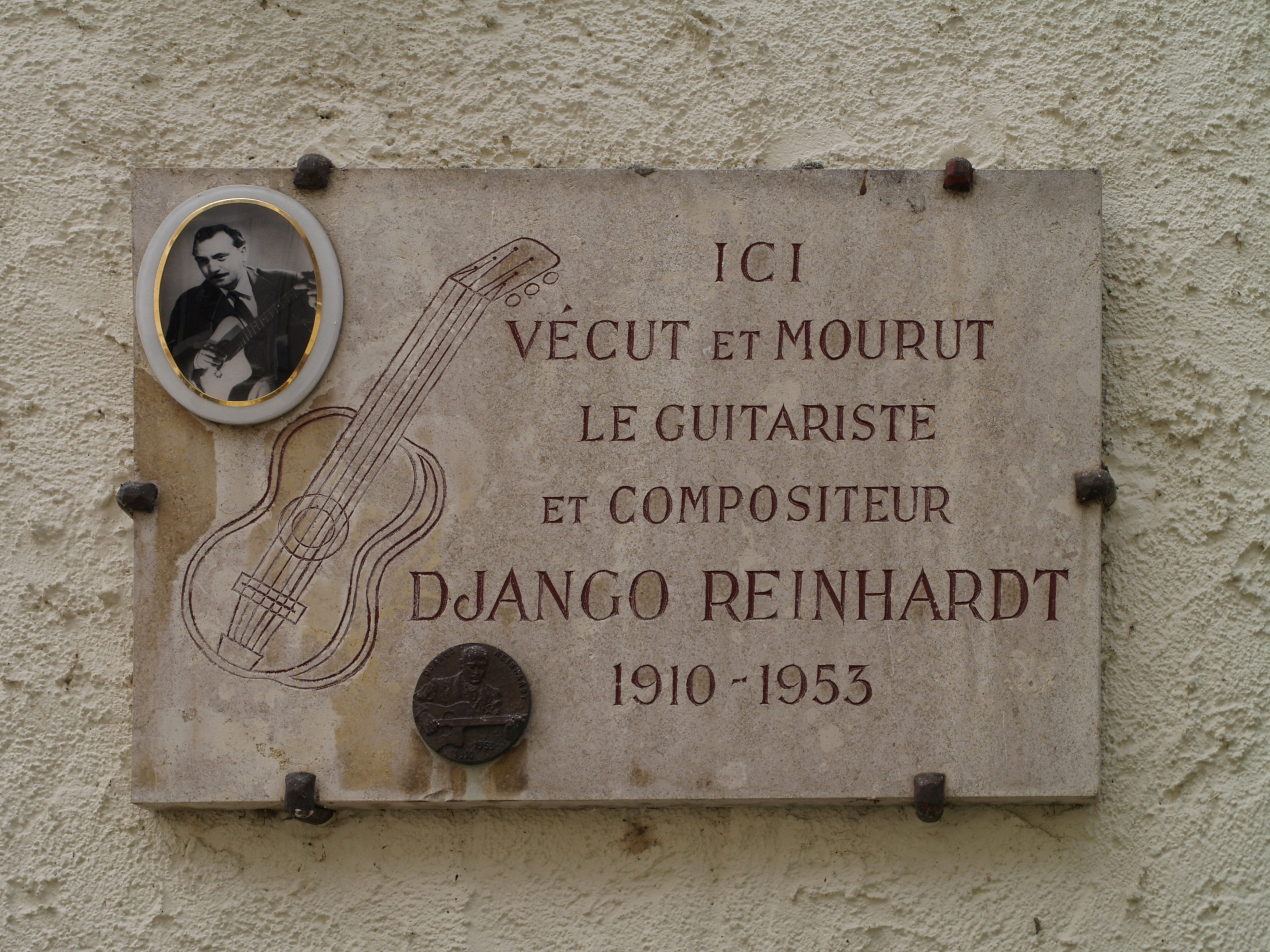
Placca commemorativa di Django Reinhardt a Samois-sur-Seine (Seine-et-Marne).

### 1928-1929
Subito dopo l'incendio del caravan, Django Reinhardt, ancora giovanissimo, rifiutò fermamente l'amputazione di mano sinistra e piede destro e, superando fortunosamente il rischio di gangrena che gli si prospettava (lo stesso spirito che anni dopo gli costerà la vita), passò la lunga convalescenza a letto ad inventare una tecnica che gli consentisse di suonare la chitarra con l'uso di sole due dita della mano sinistra (indice e medio).
Come Stéphane Grappelli raccontò recentemente, Django impiegò degli anni per imparare a portare sopra la tastiera anulare e mignolo, definitivamente uniti e semi-atrofizzati, per integrare le parti ritmiche sulle prime due corde. Questa limitazione è però considerata un prodigio, se si pensa che la sua mano si salvò grazie ad un'operazione chirurgica disperata, con l'anestesia al cloroformio ed una rieducazione autoimposta durante la convalescenza ospedaliera di diciotto mesi.

### L'influenza
L'originalissimo stile di Django Reinhardt, acclamato da musicisti di tutti i generi come geniale ed innovativo, si sviluppò in realtà in una vita di immersione fra i più grandi della tradizione gitana, e fu contaminato dalla sua vastissima cultura in musica classica, come riferisce Boulou Ferre. Se è vero che egli fu il primo gitano a conoscere la gloria riservata ai musicisti più popolari, e il primo a uscire dalla culla jazz francese con l'Hot Club de France di Stéphane Grappelli, era nel microcosmo gitano uno dei vari meritevoli discepoli di musicisti storici.
È anche grazie alla notorietà raggiunta che tutt'oggi viene considerato un eroe dai gitani. L'improvvisazione, anche sopra brani sentiti per la prima volta, è la base dello spirito musicale dei Manouches, e proprio l'improvvisazione era una delle caratteristiche che contribuivano a scioccare anche i professionisti che assistevano alle sue performance. Stéphane Grappelli, un violinista innovativo, protagonista della rivoluzione degli anni '20 da musette a ragtime, si innamorò di quello spirito che vedeva tutti gli strumenti come potenzialmente solisti e talvolta capricciosi.
Un giorno, durante una jam session (sessione improvvisata), gli fu chiesto se pensava che Eddie South (famoso violinista) avesse studiato musica. Stéphane Grappelli rispose: "Sì. Troppo". Sembra strano per chi per merito di uno studio continuo era in grado di eseguire brani di tutti i generi, e per una persona dall'apparenza così raffinata; eppure anch'egli aveva vissuto la vita da errante, suonando per la strada e nei cortili dei ristoranti, e debuttando nel trambusto del foxtrot.
Si possono aggiungere due ulteriori note per cercare di comprendere tale affinità: Django, pur essendo in grado di capire, smontare e trasformare ogni musica, non solo non sapeva scrivere o leggere un semplice spartito, ma era anche completamente analfabeta. Essendo molto vanitoso, chiese che Stéphane Grappelli gli insegnasse a scrivere il suo nome, in modo da poter firmare gli autografi. Un giorno, mentre il quintetto giocava a carte, Django e Joseph (uno dei suoi fratelli, con lui nell'Hot Club) ascoltavano Stéphane Grappelli, il secondo chitarrista ritmico Roger Chaput e il contrabbassista Louis Vola discutere di scale musicali. Dopo un certo tempo Django si rivolse a Grappelli candidamente, chiedendogli con curiosità: "Cos'è una scala?". Nonostante questa apparente distanza, Stéphane Grappelli dichiarerà più tardi che ascoltare Art Tatum, uno dei più noti pianisti jazz di tutti i tempi, lo aiutò a suonare con Django ampliando la sua prospettiva.
L'esperienza del Quintetto dell'Hot Club nacque nell'ambiente musicale francese, dove in quegli anni si trovavano indifferentemente musicisti di formazione classica, musicisti neri afroamericani emigrati dall'America e zingari di tutta l'Europa (zigani, gitani, manouches...). Lo stesso succedeva in alcune zone degli Stati Uniti, come New Orleans, in cui il Quintetto trovò una seconda casa.

### Il soprannome
Nella cultura gitana, le persone sono designate spesso dal soprannome. Oggi si conoscono Bireli Lagrene, Stochelo Rosenberg, Tchavolo Schmitt, ma questo è solo un effetto della popolarità raggiunta da questi chitarristi. Nell'ambiente gitano nessuno parla mai di "Django Reinhardt", ma solo di "Django". Nelle più vecchie registrazioni il suo nome era indifferentemente scritto come "Django" o "Jeangot", la cui lettura è molto simile per un francese, e mai si trova "Jean Reinhardt".

### Omaggi
Woody Allen, nel suo film Accordi e disaccordi (titolo originale Sweet and Lowdown), fece volutamente un ritratto del protagonista in perfetto accordo con la biografia di Reinhardt, inventandone la vita e dicendo che era secondo solo a Django. Sergio Corbucci chiamò Django il personaggio principale del suo film omonimo, Django per l'appunto, proprio come omaggio al musicista, di cui era un grande fan. Il cantante Davide Van De Sfroos gli rende omaggio in Rosanera, canzone dedicata ad una chitarra, cantando "Quaand che l’ho incuntrada me, l’era in mànn ad un jazzista, un gitano cui barbiis e un prublèma alla sinistra".

## Eredità artistica
Il gipsy jazz o jazz manouche ha continuato per tutto il corso del secolo scorso ed ancora oggi.
Tra i contemporanei della sfera tipicamente tzigana vi sono:
Bireli Lagrene, Angelo Debarre, Stochelo Rosenberg, Fapy Lafertin, Lollo Meyer, Dorado Schmitt, Jimmy Rosenberg, Samson Schmitt, Amati Schmitt, Tchavolo Schmitt, Brady Winterstein, Hono Winterstein, Yorgui Loeffler, Gismo Graf, Tim Gebel, Duved Dunayevsky

## Discografia
- 1928-53 - Integràle Django Reinhardt (20x2CD) (Fremeaux & Associates,2009)
- 1928-53 -  Djangologie (20xCD) (EMI Pathè, 1970-2003)
- 1936-48 - The Complete Django Reinhardt with the Quintette of the Hot Club Of France (HMV Sessione) (6xCD) (Mosaic, 2000)
- 1949-50 - Django In Rome (6xCD) (JSP, 2003)